# Aspergesoep

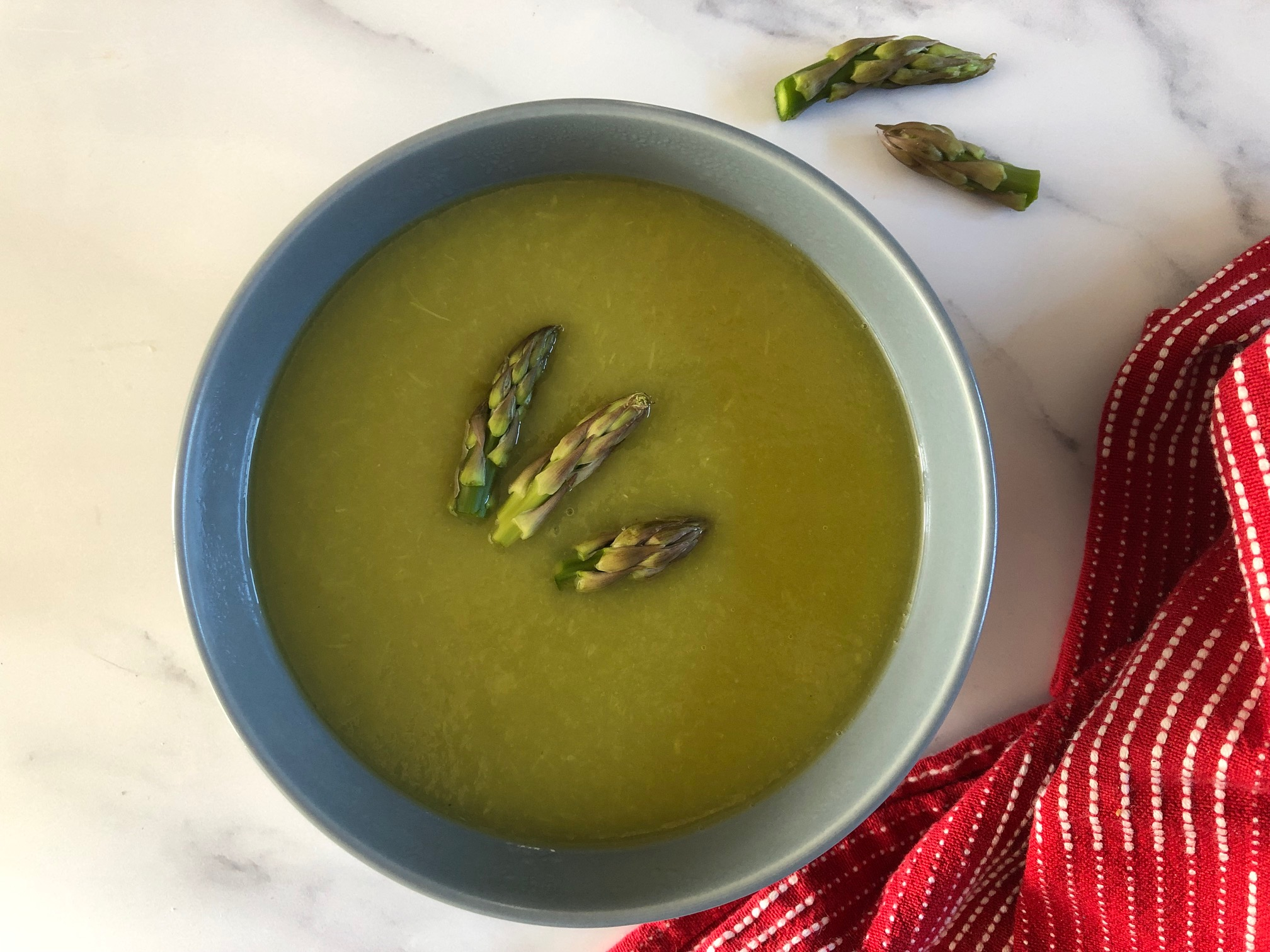
Aspergesoep

Aspergesoep is een soep met asperge als hoofdingrediënt.
Meestal gaat het om een gebonden soep gemaakt met een roux of een liaison (mengsel van room en eidooier). Op de menukaart wordt de soep dan vermeld als roomsoep of crèmesoep (Crème Argenteuil). Het gerecht wordt meestal opgediend in gepureerde vorm met als decoratie een paar kopjes van asperges. Hoewel koud ook mogelijk is, wordt de soep gewoonlijk warm geserveerd.
Witte asperges zijn traditioneel populair in landen als Nederland, Duitsland, Engeland en Frankrijk en wordt er ook soep van gemaakt. In andere landen, bijvoorbeeld Italië, worden vaker groene asperges gebruikt.

## Restverwerking
Asperges die gekookt gaan worden, worden eerst geschild en van de onderkant ontdaan. Deze restanten kunnen met bouillon worden getrokken om er een smaakvolle soep van te maken.